# Microctenidium
Microctenidium là một chi rêu trong họ Hypnaceae.